# 亘喜生物
亘喜生物（英語：Gracell Biotechnologies Inc.）是一家中国制药公司，总部位于上海徐汇区宜山路926号，主营研究细胞疗法。

## 历史
2017年5月由曹卫创建，同年10月建立上海研发基地，2020年8月建立苏州生产基地，2021年1月在纳斯达克挂牌上市，2023年12月与阿斯利康制药达成收购协议，2024年2月正式完成收购，从纳斯达克退市。